# Aerobní stupeň
Aerobní stupeň je jeden ze dvou stupňů biologického stupně čištění odpadních vod. Důležitými komponenty tohoto stupně jsou aktivovaný kal a přítomnost kyslíku (odtud označení „aerobní“). V tomto stupni odbourávají mikroorganizmy rozpuštěné organické látky. Podle typu použité technologie trvá čtyři a více hodin.